# Ігнатовка (Чишминський район)
Ігна́товка (рос. Игнатовка, башк. Игнатовка) — присілок у складі Чишминського району Башкортостану, Росія. Входить до складу Чишминської сільської ради.
Населення — 364 особи (2010; 324 в 2002).
Національний склад:
- башкири — 37 %
- росіяни — 29 %